# Feltámadás (film, 1999)
A Feltámadás (eredeti cím: Resurrection) egy 1999-ben bemutatott amerikai misztikus horrorfilm, Russell Mulcahy rendezésében, Christopher Lambert , Leland Orser és Robert Joy főszereplésével. David Cronenberg papként jelenik meg egy cameo-ban. Lambert együtt írta a film történetét Brad Mirmannel, aki a forgatókönyvért volt felelős.
A filmet Európa nagy részén, Ázsiában és Ausztráliában bemutatták a mozik, de az Egyesült Államokban egyenesen DVD-re került.

## Produkció
A film egy részét Chicagóban, Illinoisban és New Orleansban, Louisianában forgatták, de a legtöbb jelenetet a kanadai Torontóban forgatták.
Russell Mulcahy DVD-kommentárja szerint a Feltámadás eredeti korhatár besorolása NC-17 volt, ezért számos erőszakos és véres jelenetet, például a lábcsonkítást, kivágták az R besorolás érdekében. A film "vágatlan változata" soha nem jelent meg.

## Szereplők
| Szereplő                    | Színész             | Magyar hang           |
| --------------------------- | ------------------- | --------------------- |
| John Prudhomme              | Christopher Lambert | Kőszegi Ákos          |
| Andrew Hollinsworth nyomozó | Leland Orser        | Bede-Fazekas Szabolcs |
| Gerald Demus                | Robert Joy          | Végh Péter            |
| Sara Prudhomme              | Barbara Tyson       | Hullan Zsuzsa         |
| Scholfield                  | Rick Fox            | Sztarenki Pál         |
| Rousell atya                | David Cronenberg    | Szokolay Ottó         |
| Moltz nyomozó               | Jonathan Potts      | Háda János            |
| Whippley százados           | Peter MacNeill      | Fülöp Zsigmond        |
| Rousch nyomozó              | Philip Williams     | Kiss Gábor            |
| Dolores Koontz              | Jayne Eastwood      |                       |
| Mr. Breslauer               | David Ferry         | F. Nagy Zoltán        |
| David Elkins                | Chaz Thorne         |                       |
| Seers bíró                  | Barbara Gordon      | Andai Györgyi         |
| John Ordway                 | Darren Enkin        | Crespo Rodrigo        |
| Stanley Galloway            | Jan Filips          | Cs. Németh Lajos      |
| Walter Chibley              | James Kidnie        | Forgács Gábor         |
| Wingate ügynök              | Ray Vernon          | Szűcs Sándor          |
| Híradós                     | Mike Anscombe       |                       |
| Dr. Nestler                 | Jonathan Whittaker  | Németh Gábor          |
| Hotelrecepciós              | Robert Kennedy      | Beratin Gábor         |

## Bemutató
A Resurrection 1999 őszén jelent meg az Egyesült Államok kábeltelevízióján. Más országokban, például Franciaországban, Spanyolországban és Svájcban bemutatták a mozikban. Franciaországban szerény sikert aratott, közel 400 ezren tekintették meg. A film meglehetősen népszerű volt Spanyolországban, 1 198 684 nézővel.

## Kritikai fogadtatás
A film kritikai fogadtatása vegyes. Marc Bernardin, az Entertainment Weekly munkatársa "siralmas alkotás", de "jól kidolgozottnak" nevezte a filmet.
John Fallon, az Arrow in the Head-ből "egy feszes tempójú, okos thrillernek nevezte, kinetikus stílussal és energiával rendezve", és "az egyik legszórakoztatóbb sorozatgyilkos film". Fallon hozzátette: "Ha túl tudod lépni a Hetedik-en való hasonlóságot, biztosan élvezni fogod ezt a borotvaéles, mocskos filmet." Chuck O'Leary, a FulvueDrive-in.com munkatársa szerint a film "a film nyilvánvaló koppintása a Hetediknek", de önmagában elég ijesztő és nyugtalanító.”
Carlo Cavagna, az About Film munkatársa "szórakoztató filmnek" nevezte a Resurrectiont, és megjegyezte, hogy "az operatőri munka minden mércével mérve elég jó, és az írás is elég tisztességes ahhoz, hogy felkeltse az érdeklődést." Cavagna úgy érezte, hogy a cselekmény „számok szerint”, de hozzátette, hogy [van] egy új csavar a gyilkos motivációjában.

## Megjelenés
A film 2021. október 24-én jelent meg Blu-ray-en az USA-ban. 
Magyarországon DVD-n jelent meg a MIRAX Kft. jóvoltából.